# Upplands runinskrifter 66
Upplands runinskrifter 66 är ett vikingatida runstensfragment av sandsten i Spånga kyrka, Spånga socken och Stockholms kommun. Runstensfragmentet är 0,34 gånger 0,26 meter stort. Fragmentet blev funnet omkring 1920 vid anläggningen av en ny kyrkogården, mellan den gamla kyrkogårdens mur och landsvägen. Det finns sedan 1924 i kyrkans vapenhus.

## Inskriften
Translitterering av runraden:
... ...-r + au... ...
Normalisering till runsvenska:
... ... o[k] ...
Översättning till nusvenska:
... och ...